# Jacob Christiaan Koningsberger (1896-1956)
Jacob Christiaan Koningsberger (Buitenzorg, 27 maart 1896 - Amsterdam, 19 september 1956) was een Nederlands predikant behorende tot de Nederlands-Hervormde Kerk.

## Leven en werk

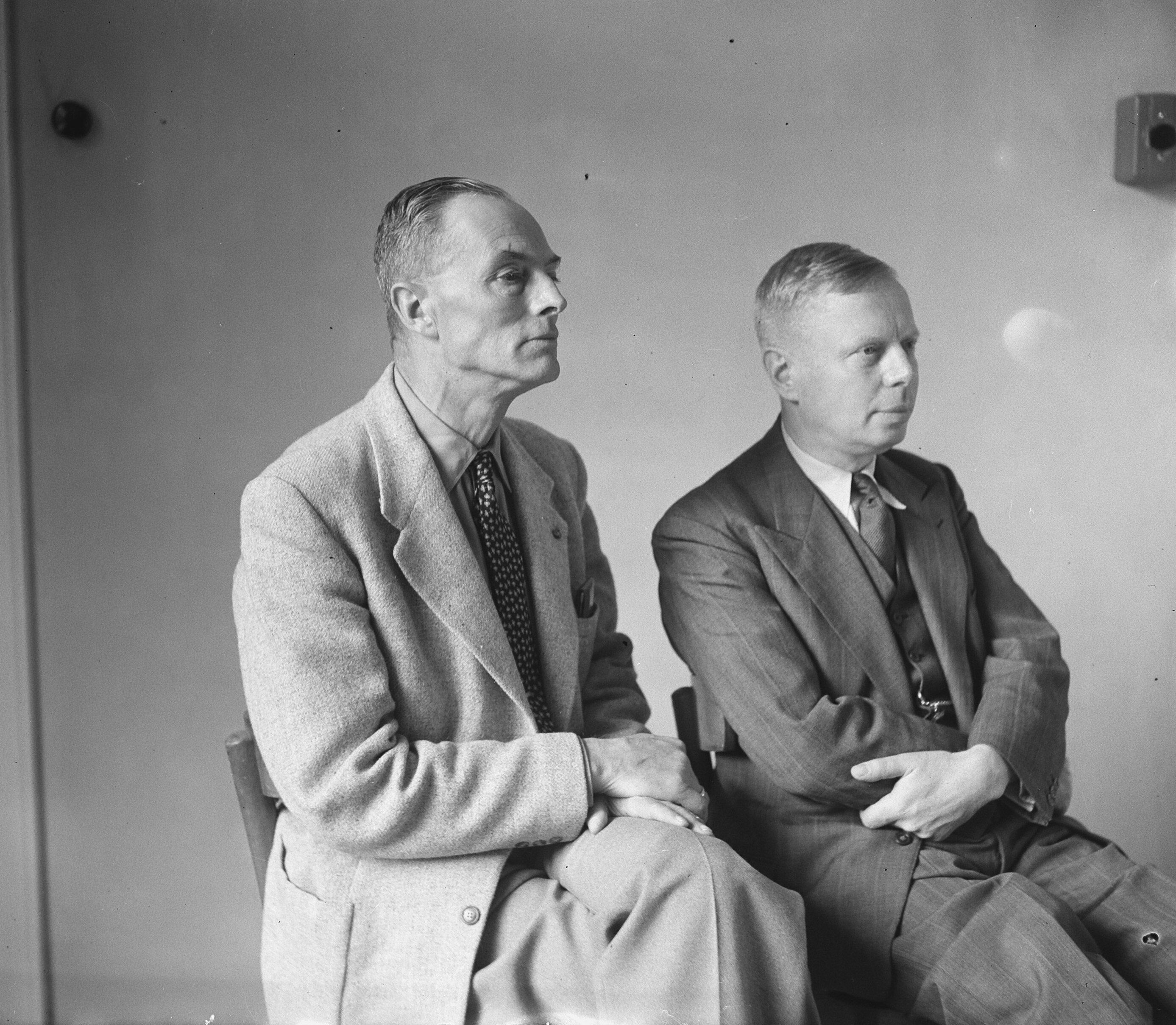
Koningsberger (links) met Hendrik Snethlage (1955)

Jacob Christiaan Koningsberger - telg uit een bekend predikantengeslacht - werd geboren in Buitenzorg, Nederlands-Indië, waar zijn vader dr. J. Ch. Koningsberger (1867-1951) werkzaam was als plant- en dierkundige werkzaam was. Koningsberger studeerde theologie (1918 kand. theologie) en was hulpprediker te Enschede (1919) en achtereenvolgend predikant te Bergentheim (1920) en te Blokzijl (1923). In 1926 werd hij predikant-evangelist bij de Vereniging voor Hervormde Wijkbelangen ten Noorden van het IJ te Amsterdam.
Van 1945 tot 1948 was hij hoofdveldprediker van de Nederlandse militairen in Nederlands-Indië ten tijde van de Politionele acties. Gedurende deze periode hield hij een dagboek bij, die later (2009) werd uitgegeven onder de titel Met de stoottroepen naar Indië. Dagboeknotities van veldprediker J.C. Koningsberger.
Jacob Christiaan Koningsberger overleed op 60-jarige leeftijd te Amsterdam.
Theologisch gezien stond hij dicht bij de dialectische theologie van de Zwitserse hoogleraar dr. Emil Brunner. Koningsberger verzorgde de aantekeningen bij de Nederlandse vertaling van diens boekje Ons Geloof (Duits: Unser Glaube). Koningsberger was een bevorderaar van de zending.

## Privé
Koningsberger trouwde te Rhoon, 28 april 1920, met Sophia Bastiana Noteboom (1896-1978), een domineesdochter. Uit dit huwelijk werden kinderen geboren.

## Familie
De vader van J. Ch. Koningsberger, Jacob Christiaan Koningsberger (1867-1951) was een vermaard plant- en dierkundige die een deel van zijn leven werkzaam was in Nederlands-Indië. Van 1911 tot 1918 was hij directeur van 's Lands Plantentuin te Buitenzorg. Hij was ook politiek actief: Van 1926 tot 1929 was hij (als partijloos liberaal) minister van Koloniën.  
De broer van J. Ch. Koningsberger was prof. dr. Victor Jacob Koningsberger (1895-1966), hoogleraar plantkunde aan de Universiteit van Utrecht. Diens zoon, prof. dr. Victor Valentijn Koningsberger (1925-1970), was hoogleraar biofysische scheikunde.
Het geslacht Koningsberger is opgenomen in het Nederland's Patriciaat, no. 67, jaargang 1983.

## Publicaties
- J. Ch. Koningsberger: De Weg tot het Geloof, Libellen-serie, Bosch en Keuning, Baarn 1934 (19352)
- J. Ch. Koningsberger: Naar Bethlehem in 1936, Libellen-serie, Bosch en Keuning, Baarn 1936
- Dr. Emil Brunner: Ons Geloof. Aantekeningen van ds. J. Ch. Koningsberger (originele titel: Unser Glaube), vertaald door E. Franken-Liefrinck, W. ten Have N.V. A'dam, 19495
- Henks Fonteyn (eindred.): Met de stoottroepen naar Indië : dagboeknotities van veldprediker J.C. Koningsberger, Protestantse Dienst Geestelijke Verzorging bij de Krijgsmacht, 2009